# Arthur's Stone (Herefordshire)
La Pierre d'Arthur (Herefordshire) est un tombeau néolithique à chambre, ou dolmen, datant de 3700 à 2700 av. J.-C. Elle est située sur la ligne de crête d'une colline surplombant à la fois la Golden Valley (Herefordshire) et la vallée de la Wye, dans le Herefordshire, à la limite du Pays de Galles.

## Emplacement
Le dolmen est situé entre les villages de Dorstone et Bredwardine, et plus généralement entre Hereford à l'est et Hay-on-Wye à l'ouest. La tombe a une vue élevée au sud de la Golden Valley et sur les Brecon Beacons au loin et est délimitée au nord par une petite route (Arthur's Stone Lane) qui marque ce qui aurait été à l'origine le site du monticule allongé du tombeau. 

## Description
La tombe est surmontée d'une grande pierre de faite pesant plus de 25 tonnes. La pierre angulaire repose sur neuf montants et il y a un passage d'entrée incurvé de 4,6 mètres de long. Au nord, il y avait autrefois une pierre de coupe appelée la pierre Quoit. Cela ne peut plus être nettement vu, et maintenant une pierre au sud du monument est devenue la pierre Quoit. 
Les pierres auraient à l'origine été enfouies dans un monticule, aligné nord-sud et d'environ 25 mètres de long avec une entrée orientée à l'est et un faux portail orienté au sud. Cependant, le monticule est maintenant presque complètement érodé et la pierre angulaire est cassée et une grande section de sa face inférieure est tombée. 
Le site est défini et protégé par une clôture en bois. 
Le site est considéré comme une extension septentrionale du célèbre groupe de tombes Severn-Cotswold tomb, composé de tombes en chambrée et d’une des cinq tombes néolithiques de la région. 

## Légendes
Le tombeau est l'un des nombreux monuments préhistoriques de l'ouest de l'Angleterre et du pays de Galles à être lié à la légende du roi Arthur. Certains récits suggèrent que la tombe a été construite pour marquer l'emplacement d'une des batailles du roi Arthur, tandis que d'autres racontent que les pierres étaient déjà présentes quand Arthur a tué un géant sur place, qui est tombé sur les pierres et a laissé des empreintes qui restent à ce jour dans l'une d'elles. D'autres suggèrent que les empreintes sur la pierre Quoit ont été laissées par les genoux ou les coudes d'Arthur alors qu'il se mettait à genoux pour prier. 

## Histoire
Pendant les guerres des Deux-Roses, un chevalier nommé Turberville a été tué dans un duel ici par un autre chevalier, Thomas ap Griffith. 
Le 17 septembre 1645, le roi Charles y rassembla son armée et dîna sur la pierre avant de passer la nuit à Holme Lacy. 
Jusqu'au milieu du XIXe siècle, des célébrations avec danses se déroulaient sur la pierre et un service baptiste s'y déroulait le quatrième dimanche de juillet. 
Clive Staples Lewis s'est inspiré de la Golden Valley et de la Wye Valley en particulier lors de l'écriture de son Narnia. On dit que la table de pierre sur laquelle Aslan le Lion est sacrifié est la pierre d'Arthur. 